# John Karageorgis
John Karageorgis (Grecia, 17 de febrero de 1929 - New York, Estados Unidos, 20 de marzo de 2002) fue un deportista de vela -velerista- o regatista de nacionalidad griega que obtuvo la medalla de bronce para su país en el Campeonato Mundial de Laser Radial de 1991.

## Biografía
John Karageorgis (Griego: Γιάννης Καραγεωργης o Ιωάννης Καραγεωργης) nació el 17 de febrero de 1929 en la ciudad de Atenas, Grecia.
Regatista hasta avanzada edad, en 1991 obtuvo la medalla de bronce para su país en la categoría de Laser Radial.
El 20 de marzo de 2002, muere en la ciudad de New York, Estados Unidos, donde residía. Está enterrado en el Saint Michael's Cemetery de East Elmhurst, New York.

## Éxitos profesionales
El naciente Campeonato Mundial de Laser Radial, organizado por Federación Internacional de Vela (ISAF), celebró el 1 de enero de 1991 su tercera edición en el Porto Carras Grand Resort, ubicado en la municipalidad de Sitonia, Península de Macedonia, Grecia. En ese momento, aún no estaba en el calendario olímpico, por lo cual, era el máximo torneo de la especialidad.
Para la fecha, se trató de la tercera edición del campeonato mundial de la especialidad, cuyo medallero quedó conformado por el australiano Stewart Casey en el primer lugar con el oro, en la segunda plaza con la plata la también griega María Vlachau y en la tercera John Karageorgis con la medalla de bronce.
Hasta 2019, Karageorgis ha sido uno de los 6 medallistas masculinos griegos en la historia de la competición. Dicho país ocupa el octavo lugar en el medallero histórico de la categoría, de un total de 20 países que aparecen en él.